# 阿什兰 (俄亥俄州)
阿什兰（Ashland）是美国俄亥俄州阿什兰县的一个市，而且是该县的县治。從克里夫蘭到阿什兰約66英哩。在美国2000年人口普查时，全市人口为21249人。阿什兰市以宣称为“世界好人总部”的欢迎标志而闻名于世。

## 历史
阿什兰最初被称为尤宁敦(Uniontown)，后因俄亥俄州已有名为尤宁敦的地方而更名。现在使用的名称“阿什兰”是众议员亨利·克莱推荐使用的，源自其在肯塔基州的农场名。该镇于1916年列入建制。
19世纪中叶，一名阿什兰拓荒者行至俄勒冈州，并以“阿什兰”命名了一块居住地。

## 地理
阿什兰位于40°52′1″N 82°18′55″W / 40.86694°N 82.31528°W (40.867016, -82.315146)。
根据美国人口调查局的数据， 全市总面积为10.4 平方英里(26.9 km²)，其中10.0 平方英里(26.8 km²)是陆地，另外0.04 平方英里(0.1 km²)是水域，约占总面积的0.38%。
阿什兰市有85.6英里（137.8）的街道，25个路口，一个医院，一个消防局，一个警察局和六个公园。

## 人口
截至2000年的人口普查，全镇共有21249居民，8327户和5262个家庭。人口密度是2051.5人每平方英里(791.9/km2)。该镇8870个住房单位平均密度为856.4个每平方英里(330.6/km2)。全镇人口96.35%是白种人，1.19%是非洲裔美国人，0.13%是美国土著，1.05%是亚裔，0.05%是太平洋岛民，0.32%来自其他种族，还有0.91是混血。西班牙裔和拉丁美洲裔分别占总人口的0.85%。
全镇8327户的29.1%有18岁以下的孩子和他们居住，48.3%户是已经结婚的，11.4%户已婚丧夫的家庭，还有36.8%户是非家庭。8327户的31.8%由个人组成，13.8%户居住着65岁及以上的独居老人。平均每户有2.32人，每个家庭2.92人。
全镇18岁以下的少年儿童及青少年占总人口的22.6%，25.1%的人口居于18岁到24岁之间，25.1%的人口居于25岁到44岁之间，20.3%的人口居于45岁到64岁之间，还有16.6%的人口是65岁以上的老年人。人口年龄的中位数是35岁，平均每100个女性对应87.2个男性。18岁以上的每100个女性对应82.0个男性。
每户收入中位数为34,250美元，家庭收入中位数为42,755美元。男性收入中位数为33,634美元，而女性则是21,781美元。城市人均收入为16,760美元，约有7.9%的家庭和10.5%的人口生活在贫困县以下，这其中的13.7%为不满18岁的未成年人和9.1%的65岁以上的老年人。

## 教育

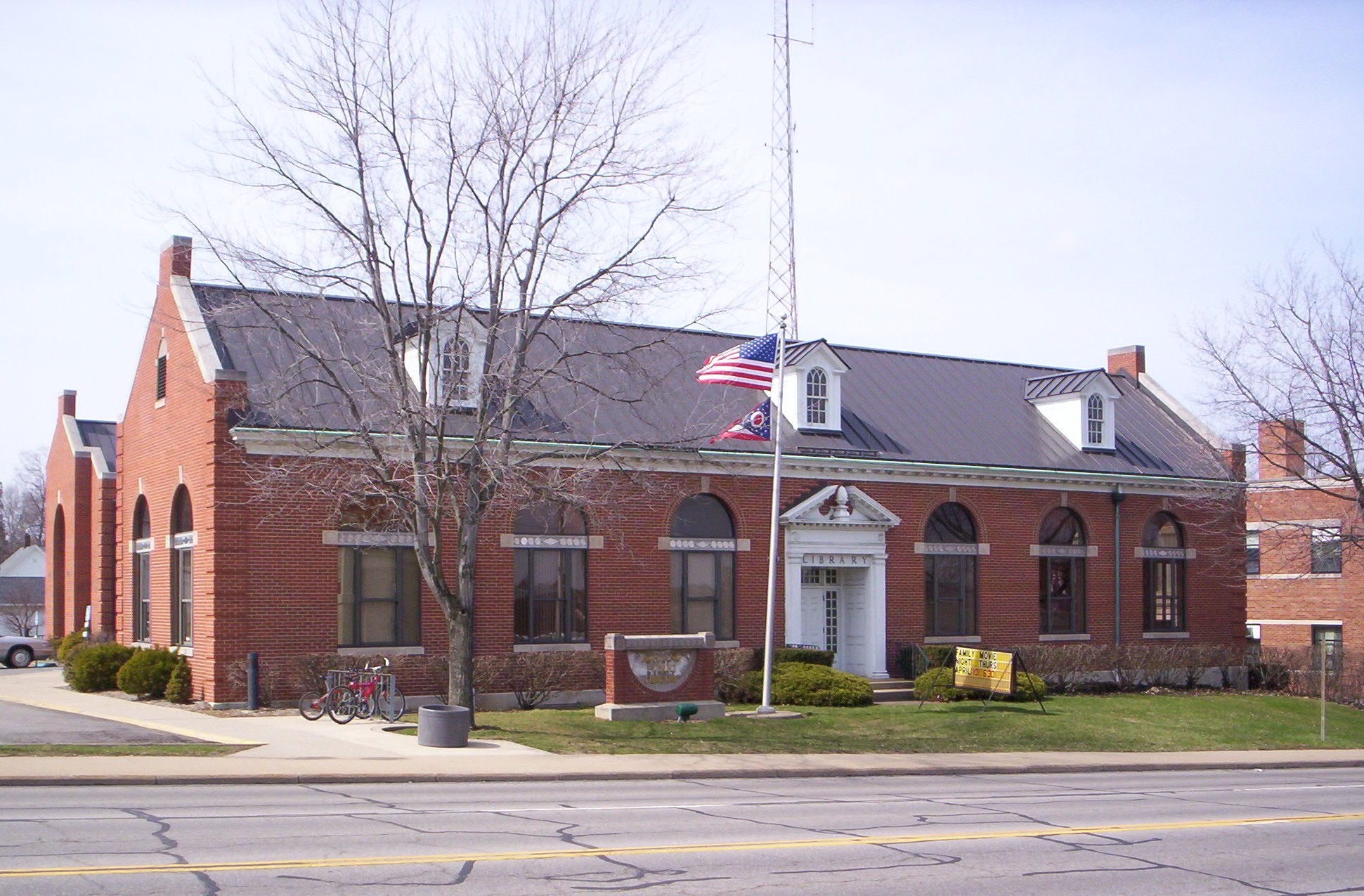
阿什蘭市立圖書館

每年有大約3,775學生進入阿什蘭的公立中小學就讀。阿什蘭一共有八所公立學校，包括五所公立小學、一所中學、一所高中和一所理念學校。此外，還有一所私立大學。

## 交通
阿什兰县机场位于城市东北，距市中心约3.5英里(5.6公里)。71号州际公路和42号、250号美国国道经过该城，另有俄亥俄58号、60号、96号和511号俄亥俄州州道穿城而过。

## 電影
由哥倫比亞影業和華納兄弟一起發行的電影肖申克的救赎也曾在此地拍摄部分外景。

## 名人
- 富馬利-私立夏葛醫學院、柔濟醫院、端拿護士學校的創始人。
- 罗拉·肯特·比蒂：植物学家[4]
- 埃里克·穆塞尔曼：NBA 教练
- 蒂姆·瑞奇蒙：全國運動汽車競賽協會赛车手
- 约翰·罗斯伯勒：美國職棒大聯盟捕手和教练[5]
- 马特·安德伍德：克里夫蘭印地安人播音员